# Rovnoměrně zrychlený pohyb po kružnici
Rovnoměrně zrychlený pohyb po kružnici je pohyb, při kterém se trajektorie kružnice a rychlost mění přímo úměrně s časem. Jedná se o případ pohybu po kružnici, kdy obvodové nebo úhlové zrychlení je stálé.

## Dráha při rovnoměrně zrychleném pohybu po kružnici
Obvodová dráha s je vzdálenost (délka oblouku kružnice), kterou urazí těleso během pohybu po obvodu kružnice.

s = 1/2 a. t2 , kde a je obvodové zrychlení, t je čas
Úhlová dráha φ je úhel, který urazí průvodič tělesa během pohybu.

φ = 1/2 ε . t2 , kde ε je úhlové zrychlení, t je čas
Mezi úhlovou dráhou a obvodovou dráhou je vztah: φ = s / r, kde r je poloměr kružnice.

## Rychlost při rovnoměrně zrychleném pohybu po kružnici
Obvodová rychlost v je rychlost pohybu po obvodu kružnice

v = a . t , kde a je obvodové zrychlení, t je čas
Úhlová rychlost ω je rychlost průvodiče tělesa

ω = ε . t , kde ε je úhlové zrychlení, t je čas
Vztah mezi úhlovou rychlostí a obvodovou rychlostí: ω = v / r, kde r je poloměr kružnice.

## Zrychlení při rovnoměrně zrychleném pohybu po kružnici
Změnu velikosti obvodové rychlosti v čase vyjadřuje obvodové zrychlení a

a = konst.

a = v / t , kde v je obvodová rychlost, t je čas
Změnu úhlové rychlosti v čase vyjadřuje úhlové zrychlení ε

ε = konst.

ε = ω / t , kde ω je úhlová rychlost, t je čas
Vztah mezi obvodovým a úhlovým zrychlením: ε = a / r, kde r je poloměr kružnice
Změnu směru rychlosti v čase vyjadřuje dostředivé zrychlení ad, jehož směr je do středu kružnice. Protože rychlost se mění, mění se i dostředivé zrychlení.

ad = v2 / r, nebo ad = ω2 . r, kde v je obvodová rychlost, ω je úhlová rychlost, r je poloměr kružnice

## Perioda a frekvence při rovnoměrně zrychleném pohybu po kružnici
Perioda i frekvence se u rovnoměrně zrychleného pohybu po kružnici mění.

## Síly působící při rovnoměrně zrychleném pohybu po kružnici
Dostředivé zrychlení je vyvoláno dostředivou silou Fd, jejíž směr je do středu kružnice a jejíž velikost se mění podle změny rychlosti. 

Fd = m . ω2 . r

nebo

Fd = m . v2 / r , 

kde m je hmotnost, ω je úhlová rychlost, v je obvodová rychlost, r je poloměr kružnice.
Dostředivá síla má svou reakci v odstředivé setrvačné síle, jejíž velikost je stejná jako velikost dostředivé síly, ale působí směrem od středu kružnice.
Stálé obvodové zrychlení je vyvoláno stálou silou F působící ve směru tečny ke kružnici (ve směru stejném nebo opačném jako je směr obvodové rychlosti).

F = m . a , kde m je hmotnost, a je obvodové zrychlení